# Титаренко, Мария Сергеевна
Мария Сергеевна Титаренко (1918—2002) — азербайджанская оперная певица, заслуженная артистка Азербайджанской ССР (24.05.1960). В 1950—1960-е годы — прима бакинской оперной сцены.

## Биография
Мария Титаренко родилась 27 марта 1918 г. в Севастополе. В 3-летнем возрасте осталась сиротой после смерти отца и ухода матери, которая бросила её и остальных пятерых братьев и сестер. В 14 лет Маша окончила семилетку, где учила язык крымских татар. По окончании семилетки поступила в фабрично-заводское училище, окончив которое, получила специальность токаря 3-го разряда и стала работать на заводе, где доросла до токаря 5-го разряда. На заводе была токарем-стахановкой, норму выполняла на 300 %, который так и не смог никто перекрыть.
Работая на заводе, как и во время учёбы в ФЗУ, Мария участвовала в художественной самодеятельности, спела Оксану в опере украинского композитора Гулак-Артемовского «Запорожец за Дунаем». Более того, трижды побеждала в городских конкурсах самодеятельности в Севастополе и во Всекрымской олимпиаде самодеятельности в Симферополе. О талантливой самодеятельной певице писали многие украинские газеты. В одной из них, сохранившейся у Марии Титаренко, датированной 1936 годом, её назвали певицей-самоучкой и токарем-стахановкой. В том же 1936 году Мария вышла замуж за начальника одного из заводских цехов Николая Найду, который вскоре был завербован на Бакинский судоремонтный завод имени Закфедерации. Вместе с мужем в 1937 году в Азербайджан приехала и его юная жена Мария.
В феврале 1938 года, когда учебный год уже давно начался, М. Титаренко была принята без экзаменов в Бакинское музыкальное училище, по окончании которого её приняли на учёбу в Азербайджанскую государственную консерваторию.
В 1943 году Мария Титаренко стала солисткой Бакинского оперного театра, в котором работала вместе с такими мастерами, как Бюль-Бюль, Фатьма Мухтарова, Шовкет Мамедова, приехавший из Ленинграда Александр Дроздов, Константин Книжников, Василий Никольский, Ниязи, Афрасияб и Шамси Бадалбейли.
За 25 лет работы на сцене Мария Титаренко спела 36 ведущих партий. Шесть из этих сценических образов, созданных М. Титаренко — образы в операх «Кёроглы», «Азад», «Низами», «Вагиф», «Севиль». В первой киноверсии музыкальной комедии Узеира Гаджибекова «Аршин мал алан» именно голосом Марии Титаренко, исполненной ею совместно Валидой Везировой, (они были озвучены на азербайджанском языке) будет петь юная Гюльчохра (Лейла Бадирбейли), и услышат её вместе с исполнителем главной роли — Рашидом Бейбутовым. В русском варианте экранизации этого произведения роль Гюльчохры озвучена только в исполнении Титаренко. Она также исполняла ведущие партии в операх «Фауст», «Богема», «Иоланта», «Евгений Онегин», «Снегурочка», «Маскарад» и др.
Она пела на азербайджанском языке партию Нигяр (пригодилось знание языка крымских татар) в «Кероглу» рядом с Бюль-Бюлем. 19 лет он был её партнером по сцене. В годы войны опера «Кёроглу» исполнялась и на русском языке. В этих спектаклях партию Кёроглу исполнял певец Александр Дроздов. На всех спектаклях неизменно присутствовал вместе с супругой сам Узеир Гаджибеков.
Работала Титаренко также и в филармонии.
После ухода из театра Титаренко долгие годы преподавала в музучилище, где вела оперный класс. Среди её учеников есть и заслуженные, и народные артисты.
В 2002 году удостоена Персональной стипендии Президента Азербайджанской Республики.

## Кинотворчество
- 1945 — Аршин Мал-Алан — Гюльчохра (оперная партия)